# Pauline Villeneuve
Pour les articles homonymes, voir Villeneuve.
Pauline Villeneuve, sœur Pauline Rose de Sainte Thérèse, née esclave en 1697, à la Guadeloupe arrive à Nantes en 1714, où elle est un sujet libre. Elle intègre le couvent des Bénédictines du Calvaire et en devient la mère supérieure. Elle meurt en 1765.

## Biographie
Née en esclavage en Guadeloupe de parents esclavagisés, Pauline Villeneuve grandit dans une plantation de coton. Elle est dame de compagnie de sa propriétaire, Mme Villeneuve.
Elle arrive à Nantes avec Madame Villeneuve, le 7 janvier 1714. Elle a 17 ans.

Madame Villeneuve, sa maîtresse, doit partir à Paris chez sa sœur et visiter une amie. Mais, elle ne peut emmener son esclave chez celle ci. Ellequitte Nantes et demande aux sœurs Bénédictines de Notre-Dame du Calvaire de loger Pauline en son absence. C'est un fait rare car généralement les propriétaires emmènent leurs esclaves lors de leurs déplacements.

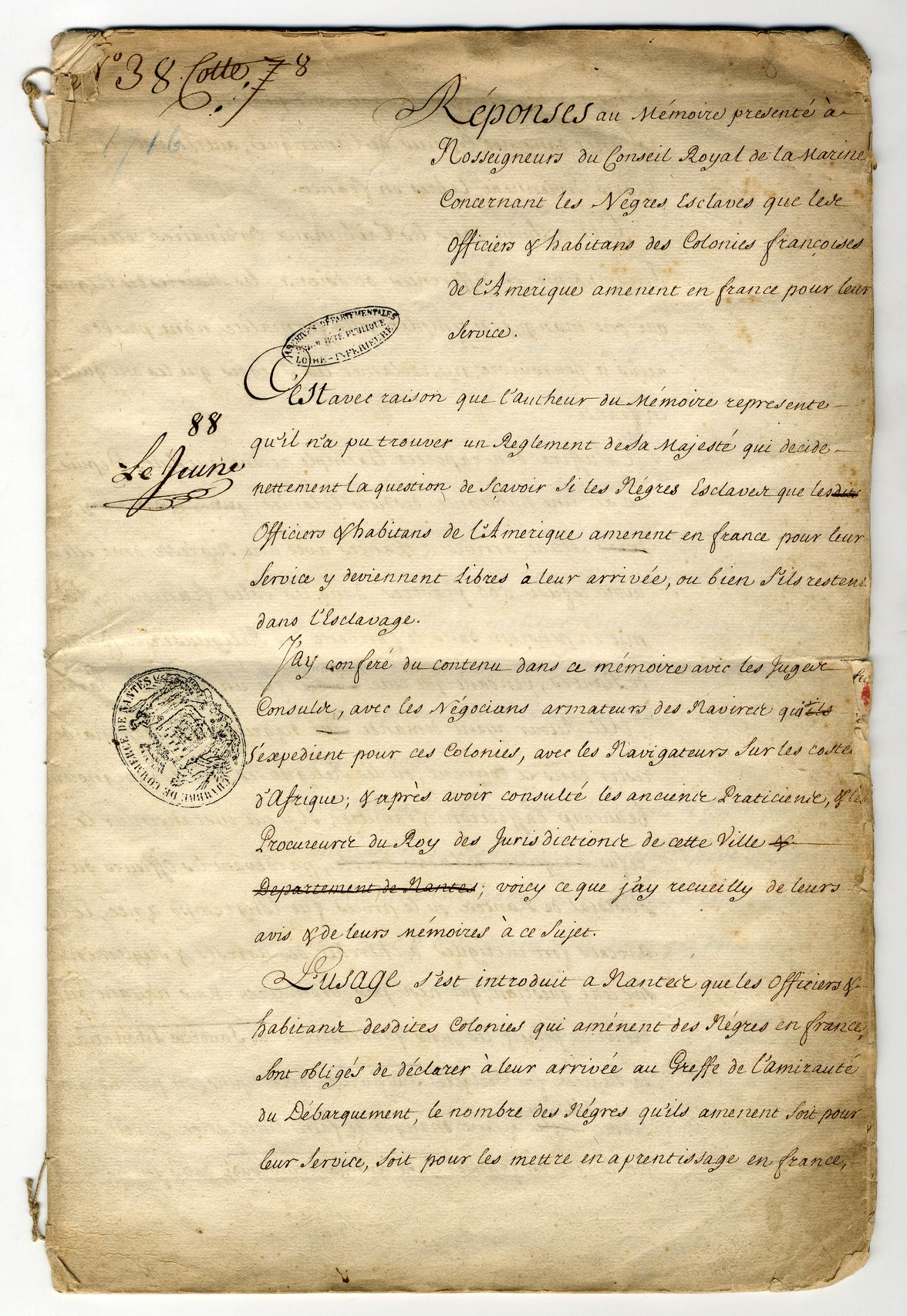
Citation des mots exacts de Gerard Mellier sur l'obligation de déclaration de toute entrée d'un esclave en France au Port de Nantes

Deux éléments importants qui vont pencher ensuite dans la balance : la non déclaration de Pauline en tant qu'esclave à l'arrivée au Port de Nantes, ainsi que la non déclaration de la condition d'esclave de Pauline dans le registre du couvent.
En effet, selon les Mémoires de Gérard Mellier, le subdélégué de l'intendant de Bretagne à Nantes, il faut déclarer tout esclave qui entre dans le Royaume, c'est-à-dire la France hexagonale, et payer une taxe de 500 piastres à la douane.
L'usage s'est introduit à Nantes, que les officiers et habitants desdites colonies qui amènent des nègres en France sont obligés de déclarer à leur arrivée au Greffe de l'Amirauté du débarquement, le nombre des nègres qu'ils amènent soit pour leur service, soit pour les mettre en apprentissage en France [...] ( ill.1)
Et, qui plus est dans les registres du couvent, l’acte de réception au noviciat de Pauline le 26 janvier 1715 n’évoque pas son statut d’esclave, et Mme Villeneuve y est qualifiée de « famille » et non de propriétaire.

## Le procès
Lorsque Madame Villeneuve revient à Nantes, Pauline refuse de quitter le couvent. Avec le soutien des sœurs et de René Darquistade (1680-1754), un armateur pourtant esclavagiste, elle débute son noviciat le 26 janvier 1715. Les sœurs lui attribuent alors le nom de sa propriétaire.
Madame Villeneuve intente un procès, qu'elle perd, car le présidial conclut à la liberté de Pauline en 1715. Le fait que Pauline n'aie pas été déclarée à la douane en tant qu'esclave, ni dans le couvent, lui permet d'invoquer le Privilège de la terre de France. René Darquistade soutient Pauline en lui donnant 4000 livres pour payer sa défense. L'Ordonnance de mars 1685 sur les esclaves des îles de l'Amérique précisait que tout esclave introduit en France serait libéré. Et n’ayant pas été déclarée à son arrivée, Pauline a joué sur cette faille de sa propriétaire.
"Toutes perſonnes ſont franches en ce Royaume, & ſi toſt qu’vn eſclaue a attaint les marches d’iceluy, ſe faiſant baptiſer, il eſt affrãchy."

Or, Mme Villeneuve va mettre 1 an à revenir récupérer Pauline sans jamais la déclarer.

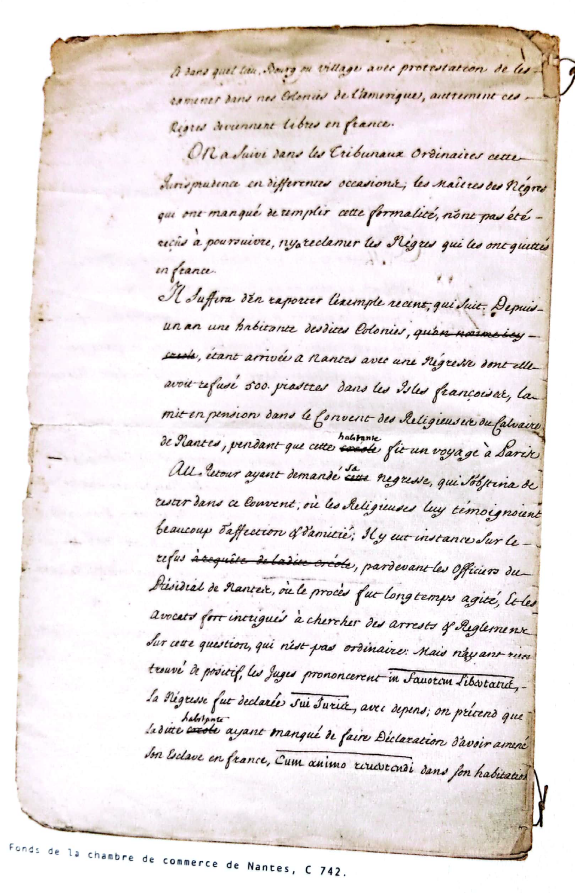
Extrait de Fond de la Chambre de commerce de Nantes qui évoque le verdict du procès de Pauline Villeneuve

## Le verdict du Procès
Selon les mémoires de Gérard Méllier qui évoque le procès, les juges cherchent partout une loi qui dit "que faire dans un tel cas de figure. Aucun règlement authentique fixe la conduite des juges dans pareil cas". C'est-à-dire où "l’esclave n’est pas déclaré, ni ramené en France pour être en apprentissage, quelconque instruction ou les exercices de notre religion ni même avec obligation de la ramener dans les colonies de l’Amérique" comme l'indique l'ordonnance du roi du mois de mars 1685. Aucun arrestographe ne fait mention d’un tel précédent dans les autres tribunaux ou en France.
Le Presidial rend donc son verdict In favorum libertatis ( ill.2). Courant 1715, Pauline est libre.
En janvier 1716, Pauline est reçue à la première profession. Elle est admise, « à la pluralité des suffrages », par le vote secret des sœurs. La nouvelle moniale signe alors la charte par laquelle elle s’engage à « la conversion de ses mœurs, à la clôture perpétuelle, à la pauvreté, à la chasteté et à l’obéissance ». Six mois sont encore nécessaires à ce qu’elle devienne professe, c’est-à-dire qu’elle prononce ses vœux définitifs, le 7 juillet 1716. Elle adopte alors le nom de sœur Pauline Rose de Sainte Thérèse.

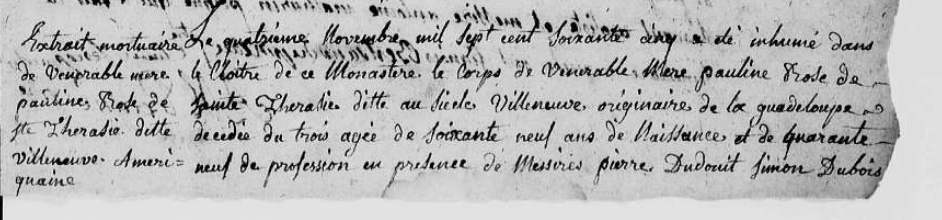
L'acte de décès de Pauline Rose de Sainte Thérèse, en qualité de Vénérable mère

Pauline Villeneuve meurt au couvent le 3 novembre 1765, à l'âge de 69 ans. Les registres du couvent et l'acte de décès indiquent qu'elle est désormais en qualité de Vénérable mère ( ill.3),. Ce qui témoigne de son implication et réussite professionnelle au sein du couvent.

## Postérité
Ce procès va faire grand bruit naturellement, car il est inédit.
En effet, Gérard Mellier, cette même année du procès, va alerter le roi par une lettre et dénoncer cette décision, afin de préserver les privilèges des esclavagistes. Il pense que « les noirs ne sont propres qu'à vivre dans la servitude ».
L'esclavage n'existe pas en dehors des colonies. Une personne esclavagisée qui arrive sur le territoire français est de fait affranchie sauf si le maître a déclaré son arrivée au bureau des ports de départ et d'arrivée. Le cas de Pauline suscite de nombreux débats juridiques et est à l'origine de l'Édit du roi Louis XV concernant les esclaves nègres des colonies en 1716.
Le Code Noir de 1685, qui régit l'esclavage dans les colonies, ne s'applique pas en France hexagonale. La dénonciation de Gérard Mellier sur ce cas juridique va enclencher un changement dans les lois avec une relecture du code noir. Ainsi un Édit royal d'octobre 1716 concernant les esclaves nègres des colonies va voir le jour permettant aux propriétaires d'y amener leurs esclaves sous certaines conditions. Le texte est rejeté par le Parlement de Paris mais accepté par les parlements de Bretagne et d'Aquitaine, où les intérêts coloniaux sont plus importants.
Ainsi, ce nouveau document royal stipule que « Les habitants de nos colonies qui êtes venus en France [...] seront tenus dans 1 an de renvoyer dans nos colonies les exclaves nègres qu’ils auront amenés dans le Royaume, et faute par les dits habitants de les renvoyer dans les dits termes, lesdits esclaves seront libres"